# Arcebispo maior
Nas Igrejas Católicas Orientais, arcebispo maior ou arcebispo-mor é um título para um hierarca a cuja sé arquiepiscopal é concedida a mesma jurisdição em sua igreja particular (sui iuris) que um patriarca oriental tem na sua, mas que está, mesmo assim, abaixo na ordem de precedência que este mesmo patriarca.
O título é, grosso modo, equivalente ao título patriarcal de católico (catholicós) utilizado em algumas igrejas ortodoxas. Internamente, a Igreja Siro-Malabar o utiliza para nomear o seu arcebispo maior.

## Utilização
O título é utilizado por arcebispos de sés episcopais que foram fundadas depois da sé patriarcal e são, portanto, menos prestigiosas. Por isso, há diferenças entre as duas funções. Os arcebispos maiores estão imediatamente abaixo dos patriarcas na ordem de precedência da Igreja Católica. Se feitos cardeais, arcebispos maiores se juntam à ordem dos cardeais-presbíteros enquanto que os patriarcas se juntam à ordem mais alta, a dos cardeais-bispos. Como os patriarcas, os arcebispos maiores são eleitos pelo sínodo da igreja sui iuris, mas sua eleição requer confirmação papal e não apenas uma mera notificação de comunhão plena, como se requer dos patriarcas.
O título foi concedido pela primeira vez ao líder da Igreja Greco-Católica Ucraniana em 1963. A Igreja Católica Siro-Malabar recebeu o título em 1992 e a Igreja Católica Siro-Malancara e a Igreja Greco-Católica Romena Unida com Roma em 2005, resultando em quatro igrejas lideradas por arcebispos maiores.
Além do papel de governar sua igreja particular, de acordo com o direito canônico, todos os arcebispos maiores são membros da Congregação para as Igrejas Orientais da Cúria Romana. Eles são obrigados a comparecer no encontro geral anual de sua congregação e a outras sessões se estiverem em visita a Roma ou forem capazes de fazê-lo.
Sugestões já foram feitas várias vezes para elevar os arcebispos maiores à dignidade de patriarca, principalmente no caso dos ucranianos e siro-malabares. Vários papas, de Paulo VI a Bento XVI rejeitaram a proposta, pelo menos em parte com base em argumentos ecumênicos: é a esperança dos cristãos que estas jurisdições católicas irão um dia se reunificar com suas contrapartes ortodoxas na reunificação da igreja; por isso, estabelecer um "patriarcado" na Ucrânia seria considerado um insulto para o ortodoxo russo patriarca de Moscou (assim como seria negar-lhe o direito de utilizar legitimamente o título). O mesmo se aplica à Índia, onde o ato seria insultuoso para o sírio ortodoxo patriarca de Antioquia, que, tradicionalmente, goza da autoridade espiritual sobre os cristãos sírios na Índia.

## História
Na década de 1960, irrompeu um forte movimento durante e depois do Concílio Vaticano II para elevar Josyf Slipyj, na época metropolita de Lviv para os ucranianos, ao status de patriarca e muitos de seus admiradores utilizam o título para se referir a ele historicamente, o que também acontece na Ucrânia atualmente quando os fieis se referem ao atual arcebispo maior. Porém, o papa Paulo VI especificamente recusou-se a conceder-lhe o título e, como alternativa, nomeou Slipyj o primeiro "arcebispo maior" de Lviv, criando desta forma o novo título (cuja sé mudou-se para Kiev depois disto) e os sucessores de Slipyj desde então tem feito uso do título.